# Oro nero (film 1936)
Oro nero (Stadt Anatol) è un film del 1936, diretto da Viktor Tourjansky, adattamento cinematografico dal romanzo Die Stadt Anatol di Bernhard Kellermann.

## Trama
La cittadina turca di Anatol è in subbuglio: un aereo è atterrato in mezzo a un prato alle porte della città. Dal velivolo, scende Jacques, un avventuriero che ha dei grandi progetti sulla città in cui una volta ha vissuto. Molti lo conoscono come un fannullone. Ora lui dice la ragione del suo ritorno: vuole estrarre il petrolio che si cela sotto la città. Molti, allora, sperando di fare fortuna, lo appoggiano.
Il petrolio viene trovato molto presto. Ma, in città arrivano anche gli speculatori e i profittatori. La pace e la tranquillità che regnavano in precedenza sono sparite. Il petrolio - e il denaro - diventano l'obiettivo di ognuno, a scapito delle vecchie amicizie. Non era quello che aveva sognato Jacques. Lui avrebbe voluto una Anatol ricca e felice. Ma adesso la gelosia minaccia di distruggere la sua vita.

## Produzione
Il film fu prodotto dall'UFA. Le coreografie furono curate da Jens Keith.

## Distribuzione
Distribuito dall'Universum Film (UFA), il film venne presentato in prima all'Ufa-Palast am Zoo di Berlino il 16 ottobre 1936.